# Bälau
Bälau település Németországban, Schleswig-Holstein tartományban. Lakosainak száma 220 fő (2023. december 31.).

## Népesség
A település népességének változása:
| Lakosok száma | 216  | 252  | 230  | 231  | 218  | 222  | 220  |
|               | 1975 | 2014 | 2017 | 2019 | 2021 | 2022 | 2023 |